# サンティアゴ・チョコバレス
サンティアゴ・チョコバレス（Santiago Chocobares、1999年3月31日 - ）は、トップ14スタッド・トゥールーザンに所属するラグビー選手。

## プロフィール
- アルゼンチン・ルフィノ出身[1]。
- ポジションはセンター(CTB)。
- 身長 189cm、体重 96kg
- U20アルゼンチン代表に選ばれたことがある[2]。
- アルゼンチン代表キャップは14（2024年3月現在）でラグビーワールドカップ2023のアルゼンチン代表に選ばれた[3]。

## 略歴
デエンデーズ、ハグアレスを経て、2020年、トゥールーズに加入。